# Ryōichi Kawakatsu
Ryōichi Kawakatsu (jap. 川勝 良一 Kawakatsu Ryōichi; ur. 5 kwietnia 1958) – japoński piłkarz, reprezentant kraju.

## Kariera klubowa
Od 1981 do 1990 roku występował w klubach: Toshiba, Yomiuri, Kyoto Shiko i Tokyo Gas.

## Kariera reprezentacyjna
W reprezentacji Japonii zadebiutował w 1981. W reprezentacji Japonii występował w latach 1981–1982. W sumie w reprezentacji wystąpił w 13 spotkaniach.

## Statystyki
| Reprezentacja Japonii | Reprezentacja Japonii | Reprezentacja Japonii |
| Rok                   | Mecze                 | Gole                  |
| --------------------- | --------------------- | --------------------- |
| 1981                  | 10                    | 0                     |
| 1982                  | 3                     | 0                     |
| Razem                 | 13                    | 0                     |